# Ole Gripenberg
Ole Gripenberg (né le 1er octobre 1892 à Helsinki – mort le 6 août 1979 à Helsinki) est un architecte finlandais,.

## Ouvrages
- Bâtiment du Ministère de l'Environnement, Kasarmikatu 25, Helsinki, 1918
- Pont ferroviaire de Pahakoski (fi) , Kokemäki, 1919
- Centrale électrique d'Inkeroinen, 1922, (avec Sigurd Frosterus)
- Imprimerie Frenckell, Kansakoulukatu 1b, Helsinki, 1923
- Manoir de Vanaja, 1924, (avec Sigurd Frosterus)
- Théâtre de Kokkola, Kokkola 1927
- Bâtiment industriel d'Oxygenol Oy, Kalevankatu 30, Helsinki 1928
- Quartier Gripenberg, Taka-Töölö.
- Grand magasin Stockmann, Helsinki, 1930 (avec Sigurd Frosterus)
- Aleksanterinkatu 7a - Fabianinkatu 18, Helsinki, 1932
- Lönnrotinkatu 30, Helsinki, 1932
- Villa Arabeski, Hämeentie 159, Helsinki, 1933
- Siège de la Pohjoismaiden Yhdyspankki, Unioninkatu 32, Aleksanterinkatu 30-34, Helsinki, 1936
- Malminkatu 22, Helsinki, 1936
- Fabianinkatu 16 - Aleksanterinkatu 36a, Helsinki, 1937
- Albertinkatu 30cd - Bulevardi 32, Helsinki, 1937
- Yrjönkatu 4 - Iso Roobertinkatu 2, Helsinki, 1938
- Immeuble de bureaux de la Pohjoismaiden Yhdyspankki, Hyvinkää, 1938
- Immeuble d'habitation d'Asunto-Emissio Oy, Gyldenintie 4, Lauttasaari, Helsinki, 1939
- Immeuble de Volvo-Auto, Vallila, Helsinki, 1939
- Punavuorenkatu 5, Helsinki, 1939
- Immeubles d'habitation, Hämeentie 156, 158 et 160, Helsinki, 1946–1948
- Unioninkatu 19, 00130 Helsinki, 1952
- Eteläranta 18, 00130 Helsinki, 1952
- Lapinlahdenkatu 8 - Lastenkodinkuja 3, Helsinki, 1955

## Ses écrits
- (fi) Asuntorakennuksen muoto ja tuotantokustannukset : tutkimuksia asuntotalon pituuden, leveyden ja korkeuden keskinäisen suhteen vaikutuksesta rakennuksen hankintahintaan erikoisesti Helsingin oloja ja mahdollisuuksia silmälläpitäen (Thèse), Helsinki, 1938
- (sv) avec Arvo Lintu, En modern bostadsfastighet såsom hypotekskreditobjekt, Helsinki, 1939
- (sv) Smårumslägenheterna, Helsinki, 1939
- (sv) Bostadshusets form och byggnadskostnaderna, Helsinki, Söderström, 1940
- (sv) Bostadshyran : Vilka äro de faktorer som bestämma hyran för våra bostäder?, Helsinki, Söderström, 1941
- (fi) Asuntojen vuokriin vaikuttavista tekijöistä, Helsinki, Rakentajain kustannus, 1941
- (fi) Näkökohtia nykyhetken asunnontuotannosta, Helsinki, 1941
- (fi) Ennakkotietoja rakennustaloudellisen tutkimuksen tuloksista : Maatalouden rakennukset, Helsinki, Valtion teknillinen tutkimuslaitos, 1944
- (fi) Eräiden asuinrakennustyyppien hankinta- ja pitokustannusten vertailu, Helsinki, Valtion teknillinen tutkimuslaitos, 1944
- (fi) Maatalousrakennusten vanhentuminen ja rakennuspääoman kuoletus, Helsinki, Valtion teknillinen tutkimuslaitos, 1944
- (fi) Rakennusaineen valinnasta, Helsinki, Valtion teknillinen tutkimuslaitos, 1944
- (fi) Eräistä puisten pientalojen hankintakustannuksiin vaikuttavista tekijöistä, Helsinki, Valtion teknillinen tutkimuslaitos, 1945
- (fi) avec T. Aspiala, Korkokannan ja kuoletuksen vaikutus rakennustuotantoon, Helsinki, Valtion teknillinen tutkimuslaitos, 1945
- (sv) Byggnadsekonomi, Helsinki, Söderström, 1948
- (sv) avec P. O. Jarle, Ekonomi och byggnadsverksamhet : uppsatser 1, Helsinki, Statens tekniska forskningsanstalt, 1950
- (fi) Kasvihuoneiden mitoituksesta aiheutuvat kustannusvaihtelut, Helsinki, Valtion teknillinen tutkimuslaitos, 1953
- (sv) Analys av kostnaderna för några flervåningsbostadshus i Norden, Helsinki, Valtion teknillinen tutkimuslaitos, 1956
- (fi) Tehdasrakennusten hankinta- ja pitokustannuksista muodon ja koon funktiona, Helsinki, Valtion teknillinen tutkimuslaitos, 1957
- (sv) Ett gammalt dragontorp, Ekenäs, Ekenäs tryckeri,, 1964
- (sv) Ingå-soldater i gångna tider. Nyländska öden 1, Ekenäs, Ekenäs tryckeri, 1965
- (sv) Finsk krigsmannabeklädnad genom fyra sekler – Suomalainen sotilaspuvusto neljän vuosisadan aikana (Sotahistoriallisen seuran julkaisuja 2), WSOY, 1966
- (fi) avec Aimo Halila et Esko Järventaus, Suomen rakennushallinto 1811–1961, Helsinki, Rakennushallitus, 1967
- (sv) Civiluniformer i Finland, Helsinki, Suomen muinaismuistoyhdistyksen aikakauskirja 70, 1969
- (sv) Tennsoldater som leksaker, samlarfigurer och undervisningsmaterial, Helsinki, Schildt, 1973

## Galerie

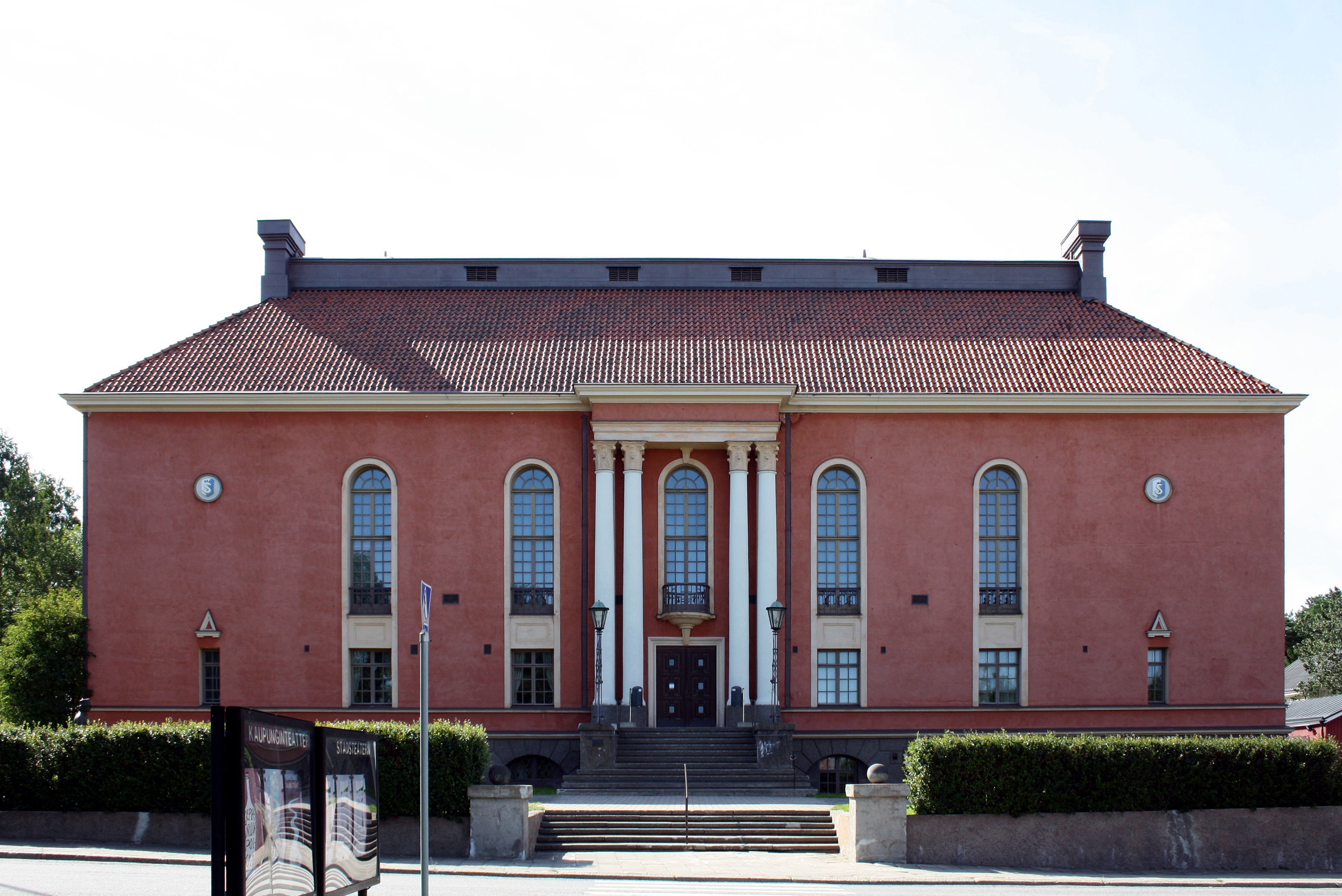
Théâtre de Kokkola
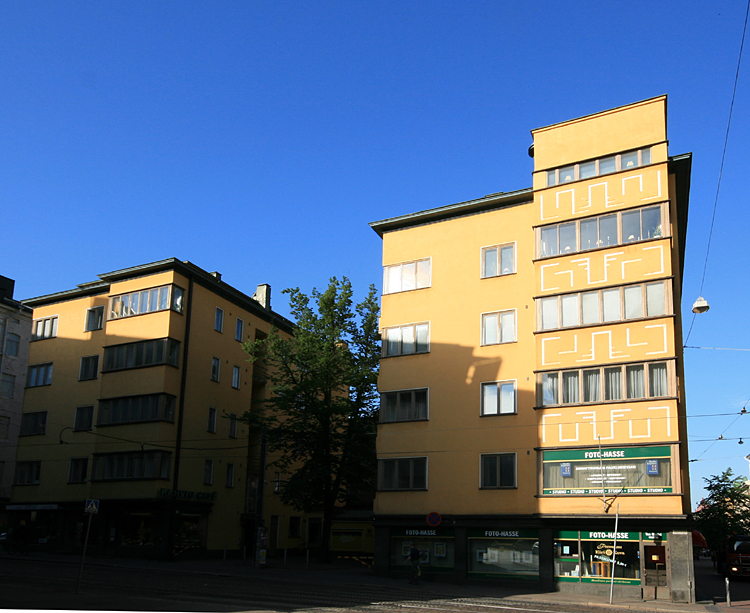
Yrjönkatu 4 / Iso Roobertinkatu 2, Helsinki
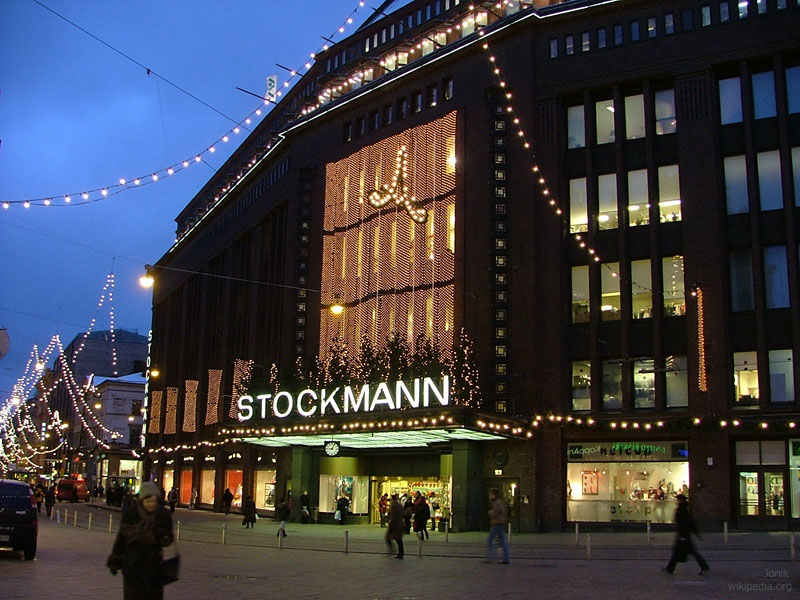
Grand magasin Stockmann
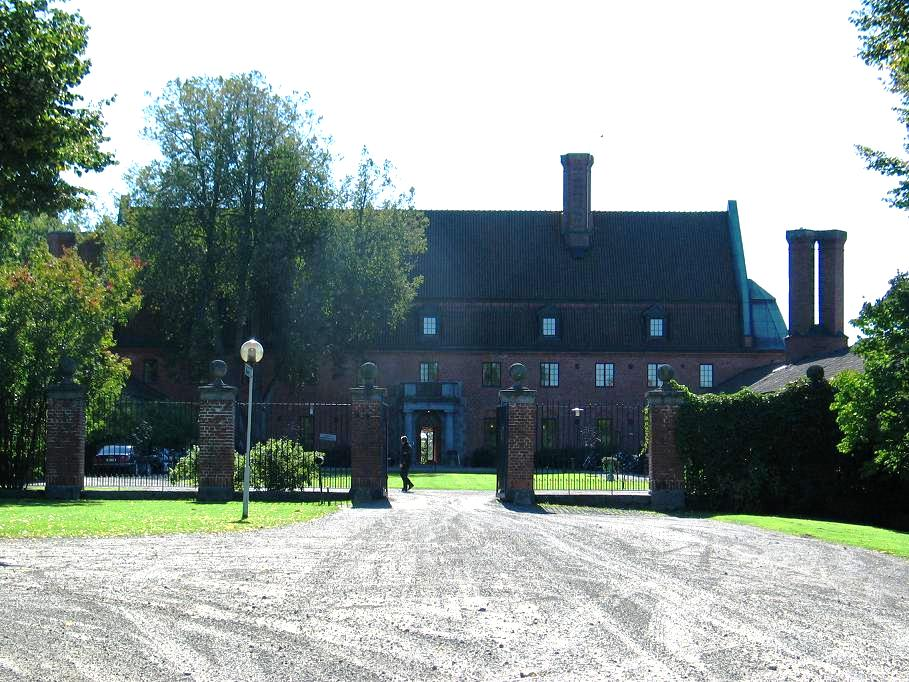
Manoir de Vanaja
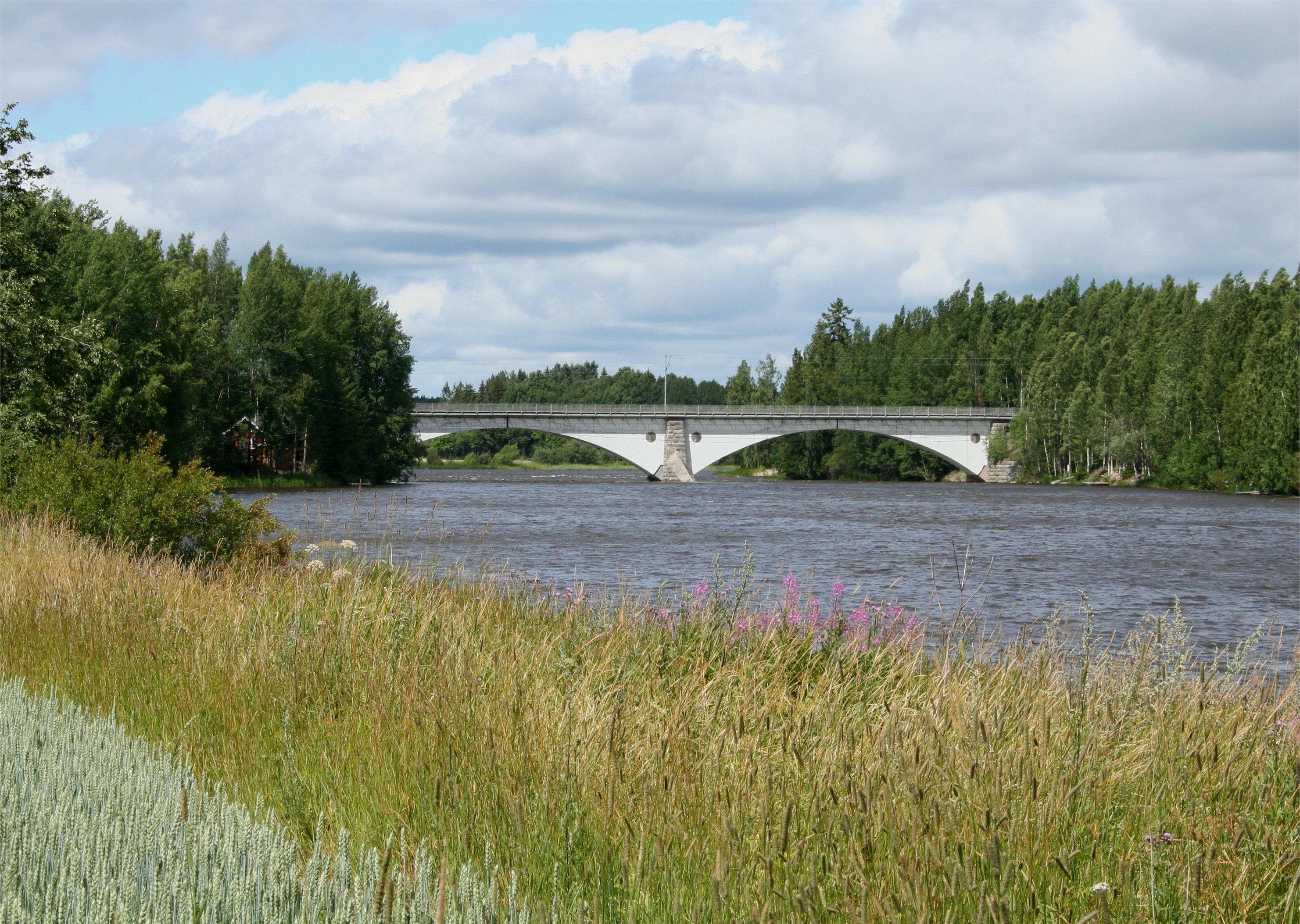
Pont ferroviaire de Pahakoski (fi),
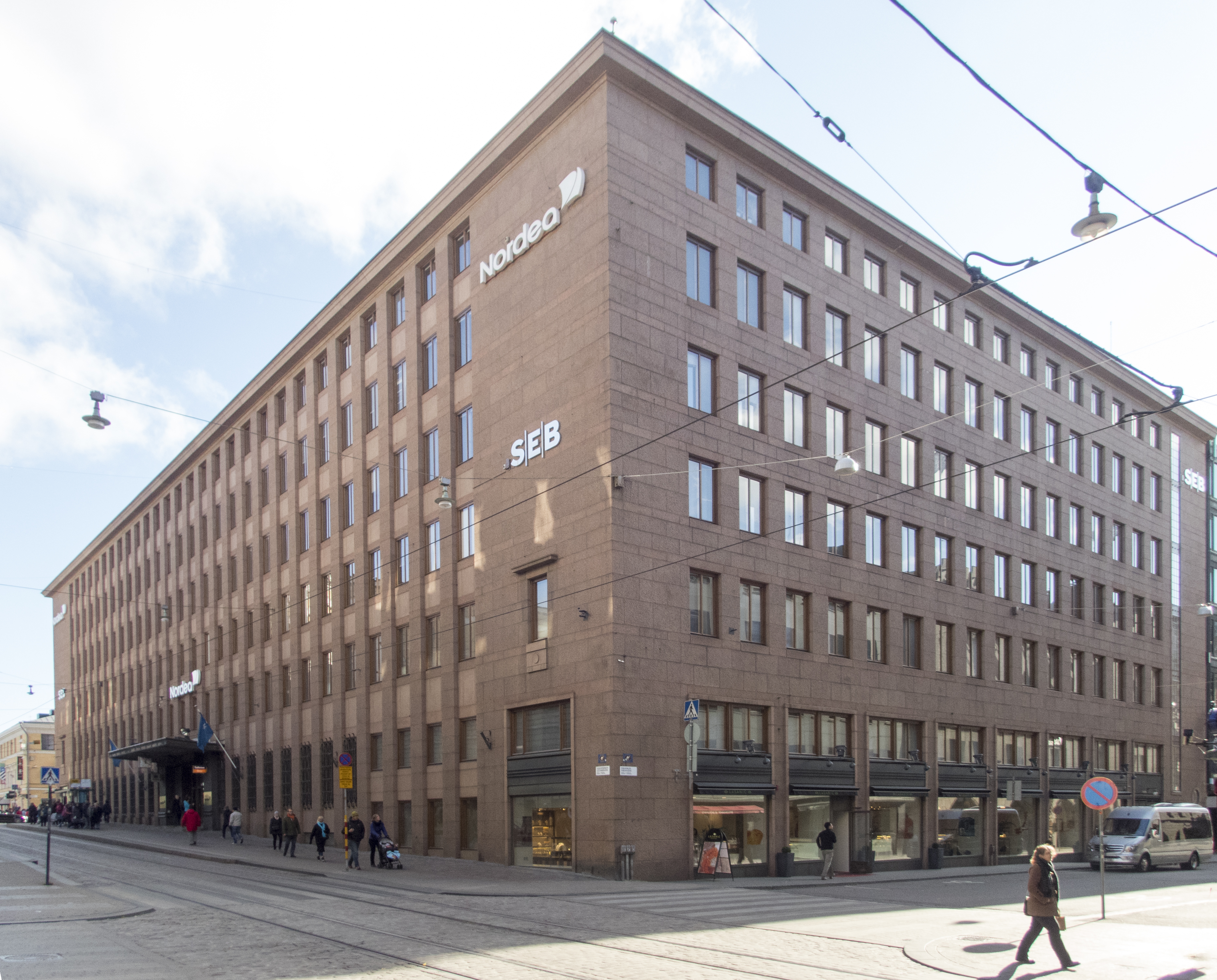
Aleksanterinkatu 30-34 - Fabianinkatu 31, Helsinki.
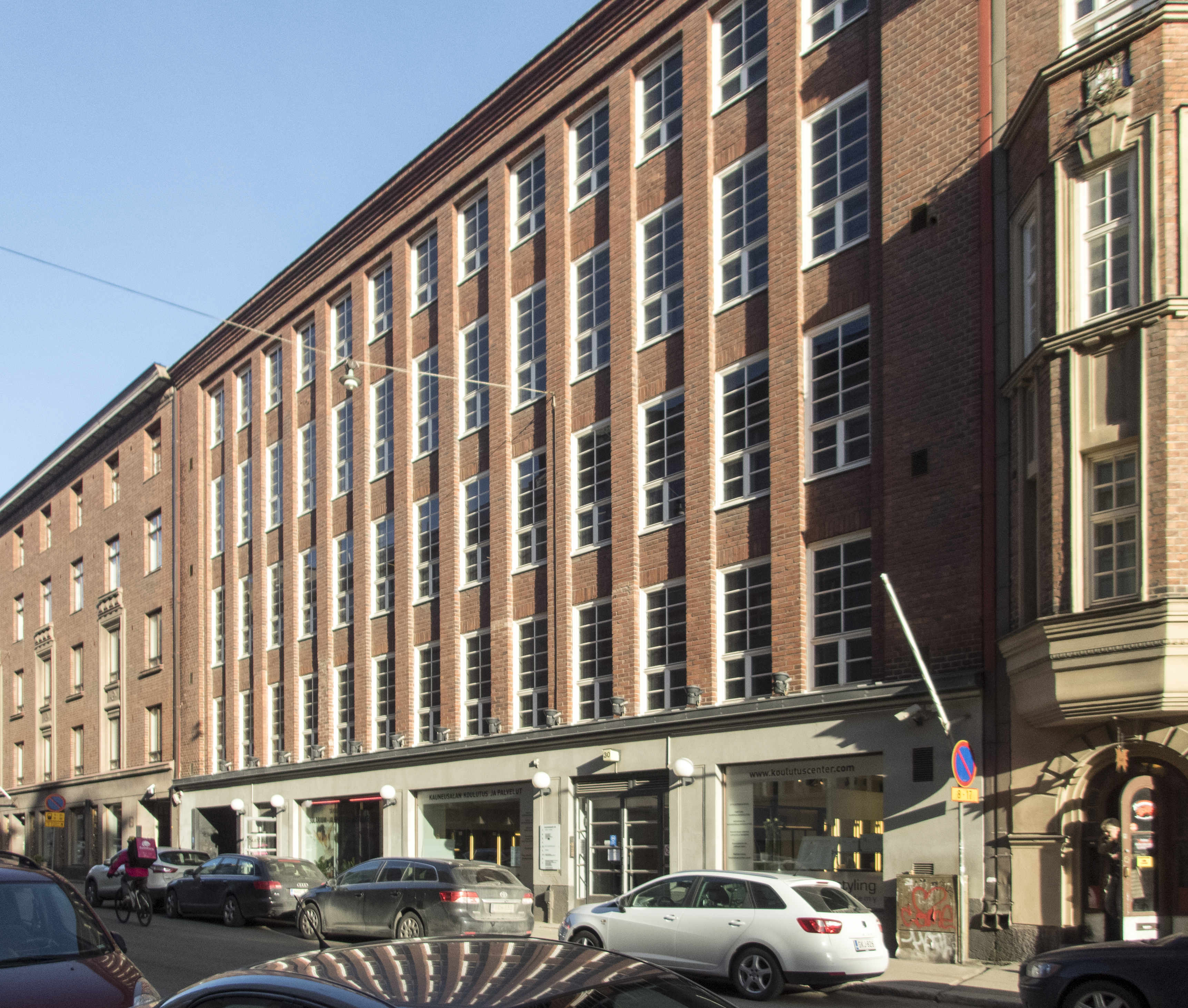
Kalevankatu 30, Helsinki.